# Li Kuchan
Li Kuchan (eigentlich Li Ying; * 1898; † 1983) war ein bedeutender chinesischer Maler der Neuzeit.

## Leben
Li wurde im Kreis Gaotang der Provinz Shandong geboren. Er stammte aus einer armen Bauernfamilie.
1919 traf er die Künstler Xu Beihong und Qi Baishi, die ihn in Malerei unterrichteten. Er studierte in Peking und versorgte sich durch eine Tätigkeit als Rikschakuli. Hier erhielt er den Spitznamen Kuchan.
Mit 29 Jahren war er Professor an der Kunstfachschule von Hangzhou.

## Wirken
In seinen Bildern, die der traditionellen Tuschmalerei zuzurechnen sind, beschäftigte er sich mit Landschaften, Vögeln und Blumen. Außerdem war er in der Kalligraphie tätig.